# Comuna de Dąbrowa Biskupia
Dąbrowa Biskupia (polaco: Gmina Dąbrowa Biskupia) é uma gminy (comuna) na Polónia, na voivodia de Cujávia-Pomerânia e no condado de Inowrocławski. A sede do condado é a cidade de Dąbrowa Biskupia.
De acordo com os censos de 2004, a comuna tem 5254 habitantes, com uma densidade 35,6 hab/km².

## Área
Estende-se por uma área de 147,44 km², incluindo:
- área agricola: 73%
- área florestal: 19%

## Demografia
Dados de 30 de Junho 2004:
|                      | Total   | Total | Mulheres | Mulheres | Homens  | Homens |
| -------------------- | ------- | ----- | -------- | -------- | ------- | ------ |
|                      | pessoas | %     | pessoas  | %        | pessoas | %      |
| População            | 5254    | 100   | 2622     | 49,9     | 2632    | 50,1   |
| Densidade (pop./km²) | 35,6    | 100   | 17,8     | 17,8     | 17,9    | 17,9   |

De acordo com dados de 2005, o rendimento médio per capita ascendia a 1794,70 zł.

## Subdivisões
- Brudnia, Chlewiska, Chróstowo-Walentynowo, Dąbrowa Biskupia, Konary-Dziewa, Mleczkowo, Modliborzyce, Nowy Dwór, Ośniszczewko, Ośniszczewo, Parchanie, Parchanki, Pieranie, Przybysław, Radojewice, Stanomin, Wola Stanomińska, Wonorze, Zagajewice, Zagajewiczki.

## Comunas vizinhas
- Aleksandrów Kujawski, Dobre, Gniewkowo, Inowrocław, Koneck, Kruszwica, Zakrzewo